# Aneby
Aneby er et byområde i Aneby kommun i Jönköpings län i Sverige. I 2010 var indbyggertallet 3.367.